# 高橋ナツミ
高橋 ナツミ（たかはし なつみ、 - ）は、日本のタレントである。沖縄県出身。ベルエンターテイメント所属。

## 略歴
2010年に沖縄から単身上京し、アサヒエンターテイメントに所属し芸能界入りした。その後舞台や撮影会に出演。
2011年、メディアプロモーション（ベルエンターテイメント）に所属。主にモデル業に進出しファッションショーでは渋谷ガールズコレクション、BREAK GIRLS FESTIVALなどに出演、多数の企業イメージモデルに起用され、インポートファッションモデルなども経験。
2013年、渋谷系のアイドルユニット「CANDY GO!GO!」に加入。日テレジェニック2013で予選通過し、アイドルの穴に出演。また3作目のDVD「キラキラ白書」発売イベントではイベント会場が満員御礼となる。
2014年9月30日CANDY GO!GO!を卒業。4作目のDVD「恋と私」発売イベントではグラビア界の登竜門とも呼べるソフマップアミューズメント館のイベント会場を埋め尽くす。グラビア活動の反面、企業広告モデルとしても活動し、『LINE』のモデル、パチスロ機「バビロンwith桜丘ショコラ（タイヨー）」のパネル、東京都トラック協会多摩支部制作の交通安全ビデオのナレーターやポスターなどに起用。
2015年、アイドルユニット「DISDOL」の初期メンバーとして所属。
2016年、DISDOLを卒業。
2017年、バンド活動を始めるにあたって、名義を「723」に変更。
2019年、名義を「723chatoNne ⤴︎」に変更。

## 人物
趣味はカラオケ、特技はダンス、アクションである。。

## 作品

### 映像作品
1. 同級生（2013年6月28日、オルスタックソフト販売)
2. 好きだよ（2013年9月27日、グラッソ）
3. キラキラ白書（2013年12月24日、メディアプロモーション）
4. 恋と私（2014年7月23日、インテック）
5. if…（2015年1月31日、BNS）
6. WISH（2015年8月28日、スパイスビジュアル）

## 出演

### 映画
- 鶯谷奇譚 UGUISUDANI（2015年）
- デモリッション（2015年）
- ドラゴンヤンキー（2015年）
- 失われゆく時間（2015年）

### テレビ
- 真夜中のおバカ騒ぎ（TOKYOMX）
- 菊地亜美のキリウリアイドル（TOKYOMX）
- アイドルの穴（日本テレビ）
- つんつべ♂バク音（TOKYOMX、2014年7月 - ）
- ポシュレデパート深夜店（日本テレビ、2014年2月 - ）エンディングテーマソング担当

### 舞台
- アレスレベリオン（2015年）

### 書籍
- 振袖大好き
- マンガで使えるポーズ集 コスミック出版
- デジタルカメラマガジン 準グランプリ
- Top Yell 2014年1月号竹書房
- ライブアイドル図鑑 オークラ出版
- Black Box 77号マイウェイ出版
- アサ芸 Secret 増刊2014年1月1日号徳間書店
- 日経エンターテインメント
- Top Yell 2014年1月号竹書房
- フリージアとショコラ 2014年度版オークラ出版
- Black Box 88号マイウェイ出版
- ライブアイドル図鑑 2014年2月表紙掲載オークラ出版